# Genista capitellata
Espèce
Genista capitellata est une espèce de plantes à fleurs de la famille des Fabaceae.